# Шквал (автомат)
«Шквал» — опытный 5,45 мм подводно-надводный, высокотемпный булл-пап (так называемый «ультра-булл-пап») автомат конструкции А. В. Шевченко.

## Описание
Автомат «Шквал» является развитием более раннего прототипа автомата Шевченко «Смерч». Утверждается, что «Шквал» был конкурентом двухсредного автомата АДС, но проиграл в этом противостоянии. По состоянию на 2023 год сохранившийся экземпляр «Шквала» находится в фондах Военно-исторического музея артиллерии, инженерных войск и войск связи.
«Шквал» был сконструирован по схеме булл-пап, разработан на базе автомата АК-74, конструкция обеспечивала 50 % взаимозаменяемость деталей. Автоматика работала по принципу отвода части пороховых газов через отверстие в стенке ствола с длинным ходом поршня. Запирание канала ствола производилось поворотом затвора. В стволе 4 правосторонних нареза, шаг нарезов 200 мм. Короткий ход затворной рамы обеспечивал высокий темп стрельбы и значительное уменьшение длины ствольной коробки. Для обеспечения надёжной работы автоматики оружия в разных средах без использования специального переключения газового двигателя, была применена мощная буферная пружина. В крайнем заднем положении вся ударная нагрузка передавалась через буферную пружину на вкладыш и колодку прицела. Приклад выдвижной, металлический. Автомат мог оснащаться приборами малошумной стрельбы и применяться с патронами с дозвуковой скоростью пуль.
«Шквал» мог вести огонь как на воздухе, так и под водой, при условии использования патронов для подводной стрельбы 5,45 × 39 мм ППС. Считается, что двухсредность автомата обеспечивало использование сменных затворных групп: первой, без буферной пружины — для стрельбы на суше, и второй, с таковой — для стрельбы под водой. Кроме того, автомат был оснащён дульным устройством с расширительной камерой, обеспечивавшим продувку ствола пороховыми газами для удаления воды.
Ресурс автомата при стрельбе на суше составлял 10 000 выстрелов, при стрельбе под водой — 5000 выстрелов.

## Оценка проекта
По заявлению разработчиков, при стрельбе короткими очередями из положения стоя на дальность 100 м кучность «Шквала» оказалась оказалась почти равноценной автомату АН-94, выше автомата АЕК-971 в 1,74 раз, АК-74 — в 19,6 раз, АК-102 — в 113,53 раз, М16А1 — в 50,65 раз и М16А2 — в 19 раз.